# Одіссея (мінісеріал, 1997)
«Одіссея» (англ. The Odyssey) — двосерійний телефільм Андрія Кончаловського, знятий в США. Фільм є екранізацією знаменитих епосів Гомера «Іліада» і «Одіссея» про тривалий шлях героя Троянської війни Одіссея (Улісса) на батьківщину.

## Сюжет
Історія легендарного античного героя, відтворена на екрані. Після 10-річної облоги Трої завдяки хитрості Одіссея фортецю вдається взяти. Але герой, який кинув виклик богам, розгнівав Посейдона і тепер приречений на безцільні поневіряння в морі. І якби не допомога з боку іншої могутньої богині Афіни, він би не зміг потрапити додому. Подорож в рідну Ітаку царя Одіссея розтягується ще на десять років. За цей час Одіссей переживає неймовірні пригоди: потрапляє на острів циклопів, в солодкий полон до німфі Каліпсо, рятується від Сцилли і Харібди і навіть спускається в царство Аїда.
На батьківщині в Ітаці його продовжує чекати вірна дружина Пенелопа. Не в силах чинити опір домаганням чоловіків, вона дала обітницю вибрати собі нареченого, коли закінчить ткати саван для чоловіка. Всі, крім неї, розчарувалися і попрощалися з надією. Син Одіссея Телемах відправився шукати сліди батька. Будинок Одіссея розорений і спаплюжений нахабними залицяльниками Пенелопи. Але приходить кінець подорожі. Хитромудрий Одіссей з'являється в рідному домі в образі старого жебрака в переддень весілля Пенелопи…

## Відмінності від оригіналу
Як відгукувався сам Кончаловський, у фільмі він хотів створити вільну фантазію за мотивами творів Гомера. Автор сценарію і режисер спробували повідомити сюжетом велику натуралістичність, наскільки це можливо для телевізійного серіалу. Давньогрецьким богам додані реальні, фізичні риси вищих істот, з якими цілком могли спілкуватися смертні. Оповідання розлогих епосів скорочено, у фільмі, наприклад, не так детально відображено відвідування Одіссеєм Евмея (пісня 14 «Одіссея»).
Багато сюжетні ходи оригіналу були навмисно змінені творцями. В «Іліаді» немає епізоду, присутнього у фільмі, коли наприкінці троянської війни Одіссей виходить на берег моря і нешанобливо відгукується про Посейдона, чим викликає його гнів. В епосі Посейдон спочатку відмовлявся допомагати Одіссею, так як був у поганих стосунках з його покровителькою Афіною, а остаточно розгнівався після осліплення свого сина Поліфема.
У фільмі Одіссей не спить кілька ночей і перед прибуттям в Ітаку йому дають випити снодійного зілля. Цього сюжетного ходу немає в «Одіссеї».
Невпізнаний Одіссей у вигляді старця наставляє сина Телемаха. Поки не прийшов час, Телемах стримує свій гнів, і дає волю почуттям, коли починається кривава розправа над женихами. В епосі цих розмов немає, і Одіссей відкривається синові відразу, як тільки прибуває в Ітаку.
Спустившись в царство Аїда, Тартар, Одіссей спілкується зі своєю матір'ю. В епосі тільки згадується про те, що вони зустрічалися, у фільмі ж цей діалог показаний детально.

## У ролях
- Арманд Ассанте — Одіссей
- Грета Скаккі — Пенелопа
- Ізабелла Росселліні — Афіна
- Ванесса Вільямс — Каліпсо
- Джеральдіна Чаплін — Евріклея
- Ерік Робертс — Еврімах
- Ірен Папас — Антіклея
- Бернадетт Пітерс — Кірка
- Крістофер Лі — Тіресій
- Єрун Краббе — Алкіной
- Ніколас Клей — Менелай
- Вінченцо Ніколі — Агамемнон
- Алан Стенсон — Телемах
- Тоні Вогел — Евмей
- Майкл Дж. Поллард — Еол
- Річард Труетт — Ахілл
- Рон Кук — Еврібат

## Нагороди та премії
- 1997 — Премія «Еммі»
  - За найкращу режисуру телевізійного мінісеріалу (Андрій Кончаловський)
  - За найкращі спеціальні ефекти
- 1998 — номінація на премію Золотий Глобус
  - Найкращий телевізійний мінісеріал.
  - Найкращий актор телевізійного мінісеріалу